# Jevgenij Chvalko
Jevgenij Chvaljko, född 7 mars 1975, är en bandyspelare från Ryssland. Hans moderklubb är Majak. Han har vitryskt påbrå och har spelat internationellt för Vitryssland.  Hans bror Kirill har dock representerat Ryssland.